# Acrapex spoliata
Acrapex spoliata  là một loài bướm đêm thuộc họ Noctuidae. Nó được tìm thấy ở Châu Phi, bao gồm Sierra Leone và Nam Phi.
Sải cánh dài 22–24 mm.